# 克谢尼娅·戈里亚切娃
克谢尼娅·亚历山德罗芙娜·戈里亚切娃（俄語：Ксения Александровна Горячева，羅馬化：Kseniya Aleksandrovna Goryacheva，1996年5月16日—）俄罗斯政治人物，第8届国家杜马代表。
从俄罗斯普列汉诺夫经济大学毕业后，戈里亚切娃在CAPITANY教育项目支持慈善基金会担任区域发展初级经理。 2021年4月，被任命为新人党圣彼得堡支部书记。 2021年9月起担任第8届国家杜马代表。

## 生平
克谢尼娅·戈里亚切娃于1996年5月16日出生于秋明州阿罗马舍沃区阿罗马舍沃村，在校期间，她是戈雷什马诺沃儿童和青少年公共协会“Noosphere”的成员。
在2019年，她毕业于俄罗斯普列汉诺夫经济学院（商学院）。她以笔名“Volnyanka”发表了自己的诗歌和散文作品。同年，她出版了一本关于爱情的书《不成熟》（Незрелое）。她曾在新人民党领导人阿列克谢·涅恰耶夫创立的CAPTANY支持教育项目慈善基金会担任区域发展初级经理。她领导了青年教育项目CAPTANY，并成为新人党圣彼得堡地区支部书记。
在2021年，她被新人党提名为第8届国家杜马的候选人。戈里亚切娃在竞选活动中谈到了教育体系改革的必要性，并提议废除联邦教育与科学监督局以及为雇用没有工作经验的年轻员工的企业提供税收优惠。2021年9月19日，她在联邦政党名单上当选为国家杜马议员。她成为国家杜马科学和高等教育委员会第一副主席。
在2021年，她被“新人党”提名为俄罗斯联邦第八届国家杜马的候选人。在她的竞选活动中，她谈到了改革教育系统的必要性，并提议废除俄罗斯教育监督局，为雇用没有工作经验的年轻员工的企业提供税收优惠。2021年9月19日，她通过联邦政党名单当选为国家杜马议员。她成为了国家杜马科学和高等教育委员会的第一副主席。

## 制裁
戈里亚切娃于2022年因俄乌战争而受到英国等国政府制裁。